# Doľany (powiat Lewocza)
Doľany – słowacka wieś i gmina (obec) w powiecie Lewocza w kraju preszowskim. W 2011 roku zamieszkiwały ją 582 osoby.

## Historia
Pierwsze wzmianki o wsi pochodzą z 1314 roku.

## Geografia
Centrum wsi leży na wysokości 560 m n.p.m. Gmina zajmuje powierzchnię 3,673 km².